# Gerardus Everhardus Vos de Wael (1821-1889)
Gerardus Everhardus Vos de Wael (Zwolle, 12 augustus 1821 - Zwolle, 20 februari 1889) was een Nederlandse burgemeester en bankier.

## Familie
Vos de Wael, lid van de familie Vos de Wael, was een zoon van Egbertus Ludovicus Antonius Vos de Wael (1785-1859), hypotheekbewaarder en jkvr. Anna Maria van Middachten (1789-1859). Hij trouwde met Wilhelmina Maria Henrica van Romunde (1829-1856) en Elisabeth Wilhelmina Maria van Sonsbeeck (1827-1890). Uit het eerste huwelijk werden vijf dochters en vier zoons geboren.

## Loopbaan
Vos de Wael studeerde rechten. Hij werd in maart 1851 benoemd tot burgemeester van de gemeenten Stad Vollenhove en Ambt Vollenhove. Acht jaar later werd hij, op eigen verzoek, door koning Willem III eervol ontslagen. Hij werd vervolgens bankier in Zwolle.
Vos de Wael overleed in 1889, op 67-jarige leeftijd.